# 조천읍 서우젯 소리
조천읍 서우젯 소리는 2014년 6월 11일 제주특별자치도의 향토유산 제9호로 지정되었다.

## 지정 사유
조천읍 서우젯 소리는 제주도의 대표적인 무가로서 영등굿 등에서 부르는 무악의 하나이며 제주의 무속적인 정서를 잘 드러내는 노래이며, 인정인은 2003년 구)북제주군 향토무형유산으로 인정되어 관리되어 온 만큼 기능을 보유하고 있으므로 향토유산으로 지정 보호할 가치가 크다.